# 又吉清義
又吉清義（またよし せいぎ、1957年11月20日 - ）は日本の政治家。宜野湾市議（4期）を経て、沖縄県議（3期目）を務める。

## 経歴
1957年11月20日、宜野湾市我如古に生まれる。1976年、沖縄県立普天間高等学校卒業。1981年、琉球大学短期大学部機械工学科卒業。1990年、我如古自治会会長に就任する。1994年、宜野湾市議会議員選挙に立候補して、初当選を果たす。2002年、市議選に3選を目指して立候補したが、定数30に対し33位で落選した。2006年、市議選に無所属で立候補し、28人中4位で3選を果たし、返り咲きを果たした。2010年9月12日、市議選で28人中7位で4選を果たした。2012年3月17日、沖縄県議会議員選挙に宜野湾市選挙区から立候補する意向を表明した。同年6月10日、沖縄県議会議員選挙で宜野湾市選挙区から自由民主党公認で立候補して、3人中1位で初当選を果たした。以後、2回当選した。県議会では、米軍基地関係特別委員会副委員長を務めた。

## 発言
- 2016年10月28日の県議会臨時会で、「これまで辺野古で反対行動をしていた活動家、ごく一部の左翼暴力集団だけでなく、県外を初め、国外や左翼暴力集団までも高江地域に陣取り、結集してしまいました。」と発言した[10][注釈 2]。この発言は、「実態を見もしないで一部の情報だけで決めつけている」と現場で抗議する市民から反発を受けた[10]。
- 2021年6月28日の県議会一般質問で、新型コロナウイルスを巡って「われわれは作られた恐怖の中で生活しているのではないか」と発言した[11]。県内ではがんで3000人、老衰で900人が亡くなるのに対し、新型コロナウイルスでは179人（6月27日時点）であるとして「ほとんどは死亡せずに元気になれる」と発言した[11]。また、「正確な情報発信で作られた恐怖を払しょくし、県民をストレスから解放させ、ワクチンに頼らない自らの健康、命を守る意識付け」の必要性について発言した[11]。この発言に関して「3000人の命が失われる方が大変なのに、予算も人力もコロナに集中している。世論があおられている」と述べている[11]。ワクチンに関しては「打つべきではないとの意味ではなく、自己免疫力を高めるのが先だとの意味だ」と述べている[11]。